# Кейсен, Сюзанна
Сюзанна Кейсен (англ. Susanna Kaysen; род. 11 ноября 1948, Кембридж, Массачусетс) — американская писательница, романистка и сценаристка.

## Биография
Сюзанна Кейсен родилась и выросла в Кембридже (штат Массачусетс). Она — дочь экономиста Карла Кейсена, преподавателя в Массачусетском технологическом институте и бывшего консультанта президента Джона Кеннеди и его жены Аннет Кейсен. У Сюзанны есть сестра.
Кейсен училась в средней школе в Бостоне и Кембриджской школе, прежде чем её отправили в McLean Hospital в 1967 году, чтобы пройти там психиатрическое лечение депрессии. Её состояние было диагностировано как расстройство личности. После восемнадцати месяцев лечения она была выписана. Позже Сюзанна описала этот опыт в своей автобиографии — в 1993 году вышла книга «Прерванная жизнь» (англ. Girl, Interrupted), по которой был снят фильм в 1999 году, роль Кейсен в нём исполнила Вайнона Райдер.

## «Прерванная жизнь»
В апреле 1967 года 18-летняя девушка попадает в больницу Маклина в Бельмонте, после попытки самоубийства. Хотя она отрицает, что это было самоубийство, ей ставят диагноз — пограничное расстройство личности.
Пациенты клиники: Полли, Синтия, Лиза, Джорджина, Дейзи и другие. Она знакомится с Лизой, довольно агрессивной девушкой-социопаткой, и они становятся подругами.
У Сюзанны возникают трудности с осмыслением зрительных образов. Она предполагает, что психическое здоровье является ложью, придуманной, чтобы помочь «здоровым» чувствовать себя «нормально». Она также спрашивает, как врачи лечат психические заболевания, это лечение мозга, или ума.
Во время своего пребывания, Сюзанна переживает период деперсонализации. Она кусает себе руки после того, как ей кажется, что она «потеряла кости». Кроме того, во время поездки к стоматологу, Сюзанна становится неистовой. Когда она выходит из общей анестезии, ей никто не говорит, как долго она была без сознания. И она боится, что потеряла время.

## Произведения
- Asa, As I Knew Him, 1987, ISBN 978-0-679-75377-3
- Far Afield, 1990, ISBN 978-0-679-75376-6
- Girl, Interrupted, 1993, ISBN 978-1-85381-835-6
- The Camera My Mother Gave Me, 2001, ISBN 978-0-679-76343-7